# Alexandr Fjodorovič Možajskij
Alexandr Fjodorovič Možajskij (rusky Александр Фёдорович Можайский; 9. března / 21. března 1825 Kotka – 20. března / 1. dubna 1890 Petrohrad) byl ruský námořní důstojník a vynálezce, konstruktér prvního parou poháněného letadla. Své pokusy prováděl dvacet let před letem bratří Wrightů.
Možajskij pocházel z rodiny námořního důstojníka. Absolvoval Námořní akademii a po vyřazení (1841) sloužil v ruském námořnictvu. Od roku 1860 se zabýval myšlenkou létání.
Možajského letadlo byl třívrtulový jednoplošník s jednou velkou vrtulí vpředu, kterou poháněl jeden parní motor o výkonu 10 k a dvěma menšími vzadu, poháněnými druhým motorem o výkonu 20 k. Křídla tohoto letounu, s celkovým rozpětím přibližně 22,8 m, neměla zakřivený profil, takže nemohla pomocí něho vyvozovat vztlak. Zdrojem vztlaku těchto křídel byl pouze úhel náběhu. V letech 1882–1884 s ním provedl několik pokusů, při nichž prý letoun po rozjezdu ze šikmé rampy provedl krátké skoky do 30 m.
I přes to, že sovětská propaganda ve 20. století roli Možajského velmi přecenila a vydávala jej za jediného vynálezce letadla, je jedním z velmi významných průkopníků letectví.